# Beroun (huyện)
Huyện Beroun (tiếng Séc: Okres Beroun) là một huyện (okres) nằm trong vùng Trung Bohemia của Cộng hòa Séc. Huyện Beroun có diện tích 662 km², dân số năm 2002 là 76101 người. Thủ phủ huyện đóng ở Beroun. Huyện này có 85 khu tự quản.

## Các khu tự quản
Huyện Beroun có 85 khu tự quản sau: 
Bavoryně -
Beroun - 
Běštín -
Broumy -
Březová -
Bubovice -
Bykoš -
Bzová -
Cerhovice - 
Drozdov -
Felbabka -
Hlásná Třebaň -
Hořovice - 
Hostomice - 
Hředle -
Hudlice -
Hvozdec -
Hýskov -
Chaloupky -
Chlustina -
Chodouň -
Chrustenice -
Chyňava -
Jivina -
Karlštejn - 
Komárov - 
Koněprusy -
Korno -
Kotopeky -
Králův Dvůr -
Kublov -
Lážovice -
Lhotka -
Libomyšl -
Liteň - 
Loděnice -
Lochovice -
Lužce -
Malá Víska -
Málkov -
Měňany -
Mezouň -
Mořina -
Mořinka -
Nenačovice -
Nesvačily -
Neumětely -
Nižbor -
Nový Jáchymov -
Olešná -
Osek -
Osov -
Otmíče -
Otročiněves -
Podbrdy -
Podluhy -
Praskolesy -
Rpety -
Skřipel -
Skuhrov -
Srbsko -
Stašov -
Suchomasty -
Svatá -
Svatý Jan pod Skalou -
Svinaře -
Tetín -
Tlustice -
Tmaň -
Točník -
Trubín -
Trubská -
Újezd -
Velký Chlumec -
Vinařice -
Vižina -
Vráž -
Všeradice -
Vysoký Újezd -
Zadní Třebaň -
Zaječov -
Záluží -
Zdice - 
Žebrák -
Železná